# 77246 위조지폐 유통사건
77246 위조지폐 유통사건은 2005년 3월부터 2013년 6월까지 대한민국 5000원 지폐 다권의 위조판이 대량으로 유통된 사건으로, 한국은행의 신권 교체 계획에도 큰 영향을 끼친 사건이다.

## 같이 보기
- 위조화폐
- 슈퍼달러